# Darrell Issa
Darrell E. Issa, född 1 november 1953 i Cleveland, Ohio, är en amerikansk republikansk politiker och affärsman. Han har varit ledamot av USA:s representanthus 2001–2019 och på nytt sedan 2021.
Issa tjänstgjorde i USA:s armé 1970-1980, började sin militära bana redan som 17-åring. Han avlade 1976  kandidatexamen i företagsekonomi vid Siena Heights College (numera Siena Heights University) i Michigan.
Issa grundade 1982 Directed Electronics som ett familjeföretag i Ohio. Issa flyttade 1986 med sin familj till Vista, en förort till San Diego i San Diego County. Även företagets huvudkontor flyttades till Vista. Issa gjorde en mycket stor förmögenhet som affärsman. Darrell och Kathy Issa sålde sina aktier i Directed Electronics efter att han blev invald i representanthuset. 
Kongressledamoten Ron Packard kandiderade inte till omval i kongressvalet 2000. Han efterträddes av Issa i representanthuset i januari 2001. År 2006 var han en av fyra arabamerikanska kongressledamöter.
Issa har utsetts flera gånger som den rikaste medlemmen av kongressen.
Den 10 januari 2018, meddelade Issa att han inte skulle söka omval för sitt nuvarande säte i 2018.
Issa är av libanesisk och sudettysk härkomst. Han är medlem av antiochensk-ortodoxa kyrkan.

## Politiska positioner
Från och med den 1 mars 2017, har Issa röstat med sitt parti i 95.7 procent av rösterna hittills i den nuvarande sessionen av kongressen och röstade i linje med president Trumps position i 92.7 procent av rösterna.